# Metastelma hirtellum
Metastelma hirtellum là một loài thực vật có hoa trong họ La bố ma. Loài này được (Oliv.) Liede mô tả khoa học đầu tiên năm 1997.